# Communauté de communes Aubrac Lot Causses Tarn
Die Communauté de communes Aubrac Lot Causses Tarn ist ein französischer Gemeindeverband mit der Rechtsform einer Communauté de communes im Département Lozère in der Region Okzitanien. Sie wurde am 30. November 2016 gegründet und umfasst 15 Gemeinden. Der Verwaltungssitz befindet sich im Ort La Canourgue.

## Historische Entwicklung
Der Gemeindeverband entstand mit Wirkung vom 1. Januar 2017 durch die Fusion der Vorgängerorganisationen
- Communauté de communes Aubrac Lot Causse,
- Communauté de communes du Causse Massegros und
- Communauté de communes du Pays de Chanac.

Der ursprünglich als Communauté de communes Aubrac Lot Causse et Pays de Chanac gegründete Verband wurde mit Wirkung vom 1. Januar 2018 auf die aktuelle Bezeichnung umbenannt.

## Mitgliedsgemeinden
| Gemeinde                                       | Einwohner 1. Januar 2022 | Fläche km² | Dichte Einw./km² | Code INSEE | Postleitzahl |
| ---------------------------------------------- | ------------------------ | ---------- | ---------------- | ---------- | ------------ |
| Banassac-Canilhac                              | 1.069                    | 24,68      | 43               | 48017      | 48500        |
| Chanac                                         | 1.421                    | 71,14      | 20               | 48039      | 48230        |
| Cultures                                       | 197                      | 3,96       | 50               | 48055      | 48230        |
| Esclanèdes                                     | 428                      | 12,51      | 34               | 48056      | 48230        |
| La Canourgue                                   | 2.095                    | 104,29     | 20               | 48034      | 48500        |
| La Tieule                                      | 95                       | 24,00      | 4                | 48191      | 48500        |
| Laval-du-Tarn                                  | 103                      | 36,85      | 3                | 48085      | 48500        |
| Les Hermaux                                    | 103                      | 17,59      | 6                | 48073      | 48340        |
| Les Salces                                     | 90                       | 45,78      | 2                | 48187      | 48100        |
| Les Salelles                                   | 166                      | 10,62      | 16               | 48185      | 48230        |
| Massegros Causses Gorges                       | 936                      | 159,36     | 6                | 48094      | 48500        |
| Saint-Germain-du-Teil                          | 860                      | 22,58      | 38               | 48156      | 48340        |
| Saint-Pierre-de-Nogaret                        | 174                      | 16,44      | 11               | 48175      | 48340        |
| Saint-Saturnin                                 | 58                       | 9,14       | 6                | 48181      | 48500        |
| Trélans                                        | 89                       | 23,35      | 4                | 48192      | 48340        |
| Communauté de communes Aubrac Lot Causses Tarn | 7.884                    | 582,29     | 14               | –          | –            |